# Gyminda
Gyminda là một chi thực vật có hoa thuộc họ dây gối, Celastraceae.

## Các loài tiêu biểu
- Gyminda latifolia (Sw.) Urb.[2]
- Gyminda orbicularis Borh. & Muniz